# Слюсарев, Георгий Георгиевич
Георгий Георгиевич Слю́сарев (1896 — 1987) — советский учёный, один из основоположников советской вычислительной оптики. Лауреат двух Сталинских премий третьей степени.

## Биография
Георгий Слюсарев родился в Париже в семье врача, который в 1890 году эмигрировал из России из-за преследований царского правительства, как участник студенческих волнений. Его мать, уроженка Варшавы, также с 1890 года жила в Париже и училась в медицинском институте. После получения среднего образования в 1915 году уехал в Россию и поступил на физико-математический факультет Петроградского университета, который окончил в 1921 году. 
Ещё будучи студентом, с 1918 года и до последних дней жизни работал в ГОИ имени С. И. Вавилова.
Также читал курсы лекций в ЛГУ имени А. А. Жданова, ЛИКИ, МФТИ.
Руководил разработкой телескопических систем, аэрофотосъемочных объективов, имитатора Солнца для испытаний космических аппаратов, спектральных приборов для 6-метрового БТА. Разработал собственную теорию обобщённого триплета, и методы проектирования оптических систем, основанные на теории аберраций третьего порядка. Автор монографии «Методы расчета оптических систем» (1937). Доктор физико-математических наук (1935), профессор (1946).

## Награды и премии
- заслуженный деятель науки и техники РСФСР (1967)
- Сталинская премия III степени (10 апреля 1942) — за расчёт и разработку конструкции новых типов фотографических объективов для авиации
- Сталинская премия III степени (1946)— за разработку конструкций и расчёт новых типов аэрофотообъективов, давших значительное повышение эффективности аэрофоторазведки